# جامعة بادوفا
جامعة بَاذُوَة أو بادُفة أو بادُفا أو (نقحرة: بادوفا) (بالإيطالية: Università degli Studi di Padova)‏ مقرها باذوة في إيطاليا و تأسست في عام 1222. تعد من بين أقدم الجامعات في العالم، وثاني أقدمها في إيطاليا. اعتبارًا من عام 2003 سجلت الجامعة 65,000 طالب في عام 2009 ورشحت لتكون «أفضل جامعة» بين المؤسسات الإيطالية للتعليم العالي مع أكثر من 40,000 طالب. والجامعة عضو باتحاد الجامعات المتوسطية.

## من مشاهير الأساتذة
- كورادو جيني
- برناردينو راماتسيني

## خريجون بارزون
- عبد الرحمن جامع بري: سياسي صومالي، كان أول نائب لرئيس وزراء الصومال.